# شجريات الغلاصم
شجريات الغلاصم (الاسم العلمي: Dendrobranchiata) هي رتيبة من المفصليات تتبع رتبة عشاريات الأرجل من طائفة لينات الدرقة.

## فيالق
- (الاسم العلمي:Penaeoidea)
- (الاسم العلمي:Sergestoidea)